# Elk Haus/2009
Samenstelling van de Elk Haus-Simplon-wielerploeg in 2009:

## Algemeen
- Sponsors: Elk-Fertighaus, Simplon (fietsen)
- Algemeen manager: Johann Weichselbaum
- Ploegleiders: Alexander Albrecht, Bernhard Rassinger, Wolfgang Wesely, Harald Wisiak

## Renners
| Naam                 | Geboortedatum | Nationaliteit | Ploeg 2008       |
| -------------------- | ------------- | ------------- | ---------------- |
| Matthias Brändle     | 07-12-1987    | Oostenrijk    | Team Ista        |
| Stefan Denifl        | 20-09-1987    | Oostenrijk    |                  |
| Markus Eibegger      | 16-10-1984    | Oostenrijk    |                  |
| Clemens Fankhauser   | 02-09-1985    | Oostenrijk    |                  |
| Georg Lauscha        | 01-09-1987    | Oostenrijk    |                  |
| Wolfgang Murer       | 22-12-1979    | Oostenrijk    |                  |
| Steffen Radochla     | 19-10-1978    | Duitsland     | Team Wiesenhof   |
| Stefan Rucker        | 20-01-1980    | Oostenrijk    |                  |
| Martin Schöffmann    | 31-03-1987    | Oostenrijk    | ?                |
| Daniel Schorn        | 21-10-1988    | Oostenrijk    |                  |
| Harald Starzengruber | 11-04-1981    | Oostenrijk    |                  |
| Jochen Summer        | 28-05-1977    | Oostenrijk    | Elk Haus-Simplon |
| Björn Thurau         | 23-07-1988    | Oostenrijk    |                  |
| Harald Totschnig     | 06-09-1974    | Oostenrijk    | Elk Haus-Simplon |
| Gerhard Trampusch    | 11-08-1978    | Oostenrijk    |                  |
| Ján Valach           | 19-08-1973    | Slowakije     | Elk Haus-Simplon |

## Overwinningen
Istrian Spring Trophy
2e etappe: Markus Eibegger
Bayern Rundfahrt
2e etappe: Markus Eibegger
Thüringen Rundfahrt
Stefan Denifl
GP Judendorf
Markus Eibegger
GP Bradlo
1e etappe: Ján Valach
Nationale kampioenschappen
Oostenrijk (wegwedstrijd): Markus Eibegger
Oostenrijk (individuele tijdrit): Matthias Brändle